# Värmlänningarna (1921)
Värmlänningarna är en svensk film från 1921, i regi av Erik A. Petschler. Som förlaga till filmen har man Fredrik August Dahlgrens pjäs Wermlenningarne.

## Om filmen
Filmen premiärvisades 24 oktober 1921 på flera biografer i Sverige, bland annat på Odéon i Stockholm. 
Det ursprungliga uppdraget att göra ett scenario och filmmanus av Dahlgrens stycke gick till Jules Gaston Portefaix, vilkens lösning inte accepterades av Erik A. Petschler. Schismen ledde till ett rättsligt mellanhavande dem emellan, men det slutliga inspelningsmanuskriptet var signerat av författaren Ejnar Smith. 
Till huvudrollen Anna engagerades först Rosa Tillman, men när den ryktbara stjärnan Anna Q. Nilsson visade sig besöka sitt gamla hemland just vid tiden för inspelningen lyckades man få henne att ställa upp som Anna. 
Filmen Värmlänningarna från 1921 ansågs länge som försvunnen, men 1998 återfanns en kopia i Moskvas filmarkiv. Filmen är nu restaurerad och det finns en visningsbar kopia i Filminstitutets filmarkiv, vilken visades vid Ransäters hembygdsgård 2001. 
Ytterligare fyra filminspelningar och två TV-inspelningar har gjorts av folklustspelet Wermlenningarne sedan 1910.

## Rollista

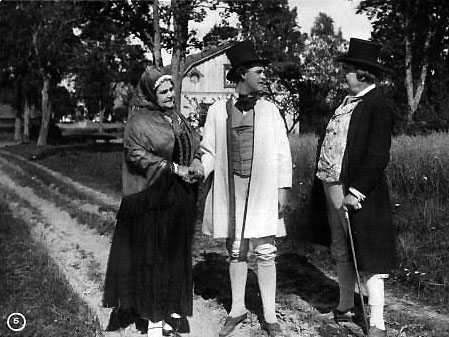
Gustaf Ranft som Stor Sven, Anna Diedrich som Mor Lisa och Tor Weijden som Erik.

- Carl Sjögren – Nils Jonsson, kallad Löpar-Nisse
- Gustaf Ranft – Sven Ersson i Hult
- Anna Diedrich – Lisa, hans hustru
- Tor Weijden – Erik, deras son
- Frans Enwall – Jan Hansson i Sjötorpet
- Ida Malmstedt – Annika, hans hustru
- Anna Q. Nilsson – Anna, deras dotter
- John Börjeson – prosten
- Henning Liljegren – brukspatron
- Rosa Tillman – Lotta, hans dotter
- Arne Arvidsson – Vilhelm, hans son
- Helmer Larsson – Ola i Gyllby
- Ingrid Lundberg – Britta, hans dotter
- Henning Ohlsson – Anders, dräng hos Jan Hansson
- Carl F. Olsson – Per, Sven Erssons dräng
- Alice Svensson – Stina, Sven Erssons piga
- Nils Whiten – betjänt
- Fridolf Rhudin – en ung man
- Gustaf Edgren – en ung man